# Bukowa (gromada w powiecie włoszczowskim)
Bukowa (do 31 XII 1969 Cieśle) – dawna gromada, czyli najmniejsza jednostka podziału terytorialnego Polskiej Rzeczypospolitej Ludowej w latach 1954–1972.
Gromady, z gromadzkimi radami narodowymi (GRN) jako organami władzy najniższego stopnia na wsi, funkcjonowały od reformy reorganizującej administrację wiejską przeprowadzonej jesienią 1954 do momentu ich zniesienia z dniem 1 stycznia 1973, tym samym wypierając organizację gminną w latach 1954–1972.
Gromada Bukowa z siedzibą GRN w Bukowej powstała 1 stycznia 1970 w powiecie włoszczowskim w woj. kieleckim w związku z przeniesieniem siedziby GRN gromady Cieśle z Cieśli do Bukowej i przemianowaniem jednostki na gromada Bukowa.
Gromada przetrwała do końca 1972 roku, czyli do kolejnej reformy gminnej.